# Chloroclystis fluctuosa
Chloroclystis fluctuosa là một loài bướm đêm trong họ Geometridae.